# Жегљане
Жегљане (мкд. Жегљане) је насеље у Северној Македонији, у североисточном делу државе. Жегљане припада општини Старо Нагоричане.

## Географија
Жегљане је смештено у североисточном делу Северне Македоније, близу државне границе са Србијом (4 km). Од најближег града, Куманова, село је удаљено 25 km североисточно.
Село Жегљане се налази у историјској области Средорек, на јужним висовима планине Козјак, на око 700 метара надморске висине.
Месна клима је оштра континентална због знатне надморске висине.

## Становништво
Жегљане је према последњем попису из 2002. године имало 86 становника.
Огромна већина становништва у насељу су етнички Македонци (100%).
Претежна вероисповест месног становништва је православље.